# Coupe de Tunisie de football 2014-2015
Navigation
Coupe de Tunisie 2013-2014 Coupe de Tunisie 2015-2016
La coupe de Tunisie de football 2014-2015 est la 58e édition de la coupe de Tunisie depuis 1956 et la 83e au total, une compétition à élimination directe mettant aux prises des centaines de clubs de football amateurs et professionnels à travers la Tunisie. Elle est organisée par la Fédération tunisienne de football.

## Résultats

### 1ertouramateurs
Il est disputé par les 42 clubs de la Ligue III. Ce premier tour est disputé au niveau régional entre les clubs de la même poule.
| Date du match   | Équipe 1                              | Équipe 2                          | Score 90 min                  | Score Prol. | Tirs au but |
| --------------- | ------------------------------------- | --------------------------------- | ----------------------------- | ----------- | ----------- |
| 19 octobre 2014 | Vague sportive de Menzel Abderrahmane | Éclair testourien                 | 6-1                           |             |             |
| 19 octobre 2014 | Mouldia Manouba                       | Avenir sportif de Mohamedia       | 1-0                           |             |             |
| 19 octobre 2014 | Union sportive de Bousalem            | Étoile sportive de Radès          | 2-1                           |             |             |
| 19 octobre 2014 | STIR sportive de Zarzouna             | Association Mégrine Sport         | 4-1                           |             |             |
| 19 octobre 2014 | Club sportif des cheminots            | Dahmani Athlétique Club           | 1-0                           |             |             |
| 19 octobre 2014 | Stade africain de Menzel Bourguiba    | Club olympique des transports     | 2-2                           | 2-2         | 1-3         |
| 19 octobre 2014 | Jeunesse sportive d'El Omrane         | Jeunesse sportive de La Soukra    | 0-0                           | 0-0         | 4-5         |
| 19 octobre 2014 | Club sportif hilalien                 | Club sportif de Makthar           | 0-0                           | 0-0         | 3-5         |
| 19 octobre 2014 | Étoile sportive de Béni Khalled       | Avenir sportif de Soliman         | 1-0                           |             |             |
| 19 octobre 2014 | Réussite sportive de Sbiba            | Astre sportif de Menzel Nour      | 0-0                           | 0-0         | 4-5         |
| 19 octobre 2014 | Espoir sportif de Haffouz             | Étoile sportive du Fahs           | 1-0                           |             |             |
| 19 octobre 2014 | Club sportif de Menzel Bouzelfa       | En-Nadi Ahly de Bouhjar           | 1-0                           |             |             |
| 19 octobre 2014 | Aigle sportif de Téboulba             | Union sportive de Siliana         | Qualification de Siliana      |             |             |
| 19 octobre 2014 | Hirondelle sportive de Kalâa Kebira   | Ennahdha sportive de Jemmal       | Qualification de Kalâa Kebira |             |             |
| 19 octobre 2014 | Océano Club de Kerkennah              | Progrès sportif de Sakiet Eddaïer | 5-3                           |             |             |
| 19 octobre 2014 | Espoir sportif de Rogba               | Étoile sportive de Fériana        | 2-1                           |             |             |
| 4 novembre 2014 | Club olympique de Ghannouch           | Flèche sportive de Gafsa-Ksar     | Victoire de Gafsa-Ksar        |             |             |
| 19 octobre 2014 | Étoile sportive de Bouchemma          | Croissant sportif de Redeyef      | 1-1                           | 1-1         | 4-3         |
| 19 octobre 2014 | Stade sportif gafsien                 | Union sportive de Tataouine       | Qualification de Gafsa        |             |             |
| 19 octobre 2014 | Espoir sportif de Jerba Midoun        | Club olympique de Médenine        | Qualification de Médenine     |             |             |
| 19 octobre 2014 | Sporting Club de Moknine              | Union sportive de Ksour Essef     | Qualification de Moknine      |             |             |

### 1ertourde Ligue II
| Date du match   | Équipe 1                        | Équipe 2                         | Score 90 min           | Score Prol. | Tirs au but |
| --------------- | ------------------------------- | -------------------------------- | ---------------------- | ----------- | ----------- |
| 9 novembre 2014 | Football Club Hammamet          | Union sportive de Ben Guerdane   | 0-1                    |             |             |
| 8 novembre 2014 | Club sportif de Korba           | Jendouba Sports                  | 2-0                    |             |             |
| 8 novembre 2014 | Union sportive de Sbeïtla       | Association sportive de l'Ariana | 1-0                    |             |             |
| 8 novembre 2014 | Grombalia Sports                | Enfida Sports                    | 0-0                    | 1-0         |             |
| 9 novembre 2014 | Avenir sportif de Kasserine     | Stade sportif sfaxien            | 3-0                    |             |             |
| 9 novembre 2014 | La Palme sportive de Tozeur     | Avenir sportif d'Oued Ellil      | Victoire de Oued Ellil |             |             |
| 8 novembre 2014 | El Makarem de Mahdia            | Espoir sportif de Hammam Sousse  | 1-2                    |             |             |
| 8 novembre 2014 | Étoile olympique de Sidi Bouzid | Sfax railway sport               | 2-1                    |             |             |
| 9 novembre 2014 | Olympique du Kef                | Croissant sportif de M'saken     | 5-2                    |             |             |
| 8 novembre 2014 | Sporting Club de Ben Arous      | Olympique de Béja                | 3-0                    |             |             |

### 2etouramateurs
Il regroupe les 21 clubs qualifiés de Ligue III et 23 clubs représentant les ligues régionales.
| Date du match    | Équipe 1                              | Équipe 2                           | Score 90 min                            | Score Prol. | Tirs au but |
| ---------------- | ------------------------------------- | ---------------------------------- | --------------------------------------- | ----------- | ----------- |
| 17 décembre 2014 | Union sportive de Siliana             | Lessouda Sports                    | 1 - 0                                   |             |             |
| 17 décembre 2014 | Union sportive de Bousalem            | Club sportif d'Akouda              | 1 - 0                                   |             |             |
| 17 décembre 2014 | Étoile sportive de Bouchemma          | Avenir sportif de La Soukra        | 2 - 2                                   | 2 - 2       | 2 - 4       |
| 17 décembre 2014 | Flèche sportive de Ras Jebel          | Moltaka sportif de Bir Bouregba    | 1 - 1                                   | 1 - 1       | 3 - 1       |
| 17 décembre 2014 | Club sportif de Makthar               | Espoir sportif de Bouficha         | 2 - 1                                   |             |             |
| 17 décembre 2014 | Kalâa Sport                           | Astre sportif de Menzel Nour       | 3 - 1                                   |             |             |
| 17 décembre 2014 | Flèche sportive de Gafsa-Ksar         | El Alia Sports                     | 4 - 0                                   |             |             |
| 17 décembre 2014 | Jeunesse sportive de La Soukra        | Espoir sportif de Haffouz          | 2 - 1                                   |             |             |
| 17 décembre 2014 | Club olympique des transports         | Stade sportif gafsien              | 2 - 1                                   |             |             |
| 17 décembre 2014 | Club sportif de Menzel Bouzelfa       | Club sportif de Nefta              | Victoire de Menzel Bouzelfa par forfait |             |             |
| 17 décembre 2014 | Étoile sportive de Béni Khalled       | Océano Club de Kerkennah           | 2 - 0                                   |             |             |
| 17 décembre 2014 | Club Ahly de Sfax                     | Avenir sportif de Rejiche          | 3 - 1                                   |             |             |
| 17 décembre 2014 | STIR sportive de Zarzouna             | Avenir sportif de Hassi Amor       | 1 - 0                                   |             |             |
| 17 décembre 2014 | Stade sportif de Meknassy             | Astre sportif de Degache           | 1 - 0                                   |             |             |
| 17 décembre 2014 | Club olympique de Médenine            | Oasis sportive de Kébili           | 3 - 2                                   |             |             |
| 17 décembre 2014 | Oasis sportive de Chenini             | Club sportif de Hajeb El Ayoun     | 1 - 0                                   |             |             |
| 16 décembre 2014 | Vague sportive de Menzel Abderrahmane | Association sportive de Ghardimaou | 2-0                                     |             |             |
| 17 décembre 2014 | Union sportive de Sidi Ameur          | Union sportive de Ajim-Jerba       | Victoire de Sidi Ameur par forfait      |             |             |
| 17 décembre 2014 | Hirondelle sportive de Kalâa Kebira   | Mouldia Manouba                    | 1 - 0                                   |             |             |
| 24 décembre 2014 | Widad sportif de Sers                 | Jeunesse sportive de Tébourba      | 1 - 1                                   | 2 - 1       |             |
| 17 décembre 2014 | Espoir sportif de Rogba               | Club sportif de Chebba             | 2 - 0                                   |             |             |
| 17 décembre 2014 | Club sportif des cheminots            | Sporting Club de Moknine           | 3 - 1                                   |             |             |

### Troisième tour
Il est disputé par les 22 clubs amateurs qualifiés et par les dix qualifiés de la Ligue II.
| Date du match   | Équipe 1                              | Équipe 2                            | Score 90 min | Score Prol. | Tirs au but |
| --------------- | ------------------------------------- | ----------------------------------- | ------------ | ----------- | ----------- |
| 14 janvier 2015 | Union sportive de Siliana             | Étoile sportive de Béni Khalled     | 0-1          |             |             |
| 14 janvier 2015 | Vague sportive de Menzel Abderrahmane | Espoir sportif de Hammam Sousse     | 0-1          |             |             |
| 15 janvier 2015 | Union sportive de Bousalem            | Oasis sportive de Chenini           | 2-0          |             |             |
| 15 janvier 2015 | STIR sportive de Zarzouna             | Grombalia Sports                    | 1-2          |             |             |
| 15 janvier 2015 | Club sportif des cheminots            | Espoir sportif de Rogba             | 1-0          |             |             |
| 15 janvier 2015 | Olympique du Kef                      | Club olympique des transports       | 1-0          |             |             |
| 15 janvier 2015 | Jeunesse sportive de La Soukra        | Widad sportif de Sers               | 2-1          |             |             |
| 15 janvier 2015 | Avenir sportif de La Soukra           | Avenir sportif d'Oued Ellil         | 1-2          |             |             |
| 15 janvier 2015 | Flèche sportive de Ras Jebel          | Club Ahly de Sfax                   | 1-1          | 1-1         | 4-2         |
| 15 janvier 2015 | Club sportif de Makthar               | Stade sportif de Meknassy           | 1-0          |             |             |
| 15 janvier 2015 | Flèche sportive de Gafsa-Ksar         | Union sportive de Sidi Ameur        | 1-0          |             |             |
| 15 janvier 2015 | Kalâa Sport                           | Sporting Club de Ben Arous          | 3-2          |             |             |
| 15 janvier 2015 | Club sportif de Korba                 | Club sportif de Menzel Bouzelfa     | 0-2          |             |             |
| 21 janvier 2015 | Union sportive de Sbeïtla             | Hirondelle sportive de Kalâa Kebira | 0-1          |             |             |
| 21 janvier 2015 | Avenir sportif de Kasserine           | Étoile olympique de Sidi Bouzid     | 2-0          |             |             |
| 15 janvier 2015 | Club olympique de Médenine            | Union sportive de Ben Guerdane      | 0-1          |             |             |

### Seizièmes de finale
| Date du match   | Équipe 1                            | Équipe 2                        | Score 90 min | Score Prol. | Tirs au but |
| --------------- | ----------------------------------- | ------------------------------- | ------------ | ----------- | ----------- |
| 22 février 2015 | Union sportive de Ben Guerdane      | Club sportif sfaxien            | 1-2          |             |             |
| 21 février 2015 | Jeunesse sportive de La Soukra      | Étoile sportive de Béni Khalled | 1-0          |             |             |
| 22 février 2015 | Olympique du Kef                    | Jeunesse sportive kairouanaise  | 1-2          |             |             |
| 22 février 2015 | Stade gabésien                      | Union sportive monastirienne    | 4-1          |             |             |
| -               | Union sportive de Bousalem          | Espérance sportive de Zarzis    | forfait      |             |             |
| 22 février 2015 | El Gawafel sportives de Gafsa       | Avenir sportif de Kasserine     | 2-2          | 2-4         |             |
| 22 février 2015 | Flèche sportive de Ras Jebel        | Avenir sportif de Gabès         | 0-3          |             |             |
| 21 février 2015 | Kalâa Sport                         | Grombalia Sports                | 1-1          | 1-1         | 4-3         |
| 22 février 2015 | Club sportif des cheminots          | Association sportive de Djerba  | 1-1          | 2-2         | 1-3         |
| 22 février 2015 | Étoile sportive de Métlaoui         | Club africain                   | 0-1          |             |             |
| 22 février 2015 | Espoir sportif de Hammam Sousse     | Club athlétique bizertin        | 0-0          | 0-1         |             |
| 22 février 2015 | Hirondelle sportive de Kalâa Kebira | Stade tunisien                  | 1-2          |             |             |
| 21 février 2015 | Club sportif de Menzel Bouzelfa     | Espérance sportive de Tunis     | 1-3          |             |             |
| 22 février 2015 | Avenir sportif d'Oued Ellil         | Avenir sportif de La Marsa      | 0-0          | 0-0         | 1-4         |
| 22 février 2015 | Club sportif de Makthar             | Club sportif de Hammam Lif      | 0-1          |             |             |
| 22 février 2015 | Flèche sportive de Gafsa-Ksar       | Étoile sportive du Sahel        | 0-5          |             |             |

### Huitièmes de finale
| Date du match | Équipe 1                       | Équipe 2                       | Score 90 min | Score Prol. | Tirs au but |
| ------------- | ------------------------------ | ------------------------------ | ------------ | ----------- | ----------- |
| 5 août 2015   | Kalâa Sport                    | Association sportive de Djerba | 1-2          |             |             |
| 5 août 2015   | Stade gabésien                 | Avenir sportif de Gabès        | Forfait      |             |             |
| 4 août 2015   | Club sportif sfaxien           | Club athlétique bizertin       | 3-2          |             |             |
| 5 août 2015   | Jeunesse sportive kairouanaise | Stade tunisien                 | 1-1          | 1-1         | 7-8         |
| 5 août 2015   | Jeunesse sportive de La Soukra | Espérance sportive de Tunis    | 0-1          |             |             |
| 5 août 2015   | Club sportif de Hammam Lif     | Avenir sportif de La Marsa     | 0-0          | 0-0         | 3-0         |
| 4 août 2015   | Étoile sportive du Sahel       | Club africain                  | 1-0          |             |             |
| 5 août 2015   | Avenir sportif de Kasserine    | Espérance sportive de Zarzis   | Forfait      |             |             |

### Quarts de finale
| Date du match | Équipe 1                       | Équipe 2                     | Score 90 min | Score Prol. | Tirs au but |
| ------------- | ------------------------------ | ---------------------------- | ------------ | ----------- | ----------- |
| 16 août 2015  | Club sportif sfaxien           | Étoile sportive du Sahel     | 1-2          |             |             |
| 15 août 2015  | Association sportive de Djerba | Stade gabésien               | 1-3          |             |             |
| 16 août 2015  | Club sportif de Hammam Lif     | Espérance sportive de Tunis  | 1-1          | 2-1         |             |
| 15 août 2015  | Stade tunisien                 | Espérance sportive de Zarzis | 1-1          | 1-2         |             |

### Demi-finales
| Date         | Équipe 1                     | Équipe 2                   | Score 90 min | Score Prol. | Tirs au but |
| ------------ | ---------------------------- | -------------------------- | ------------ | ----------- | ----------- |
| 26 août 2015 | Stade gabésien               | Club sportif de Hammam Lif | 2-1          |             |             |
| 26 août 2015 | Espérance sportive de Zarzis | Étoile sportive du Sahel   | 1-4          |             |             |

### Finale
| Date         | Équipe 1       | Équipe 2                 | Score 90 min | Score Prol. | Tirs au but |
| ------------ | -------------- | ------------------------ | ------------ | ----------- | ----------- |
| 29 août 2015 | Stade gabésien | Étoile sportive du Sahel | 3-4          |             |             |

Les buts de la finale sont marqués par Al Khalil Bangoura à la 38e minute et par Baghdad Bounedjah (42e, 66e et 74e minutes) pour l'Étoile sportive du Sahel et par Hichem Essifi (3e minute), Ahmed Hosny (24e minute) et Saâd Bguir (53e minute) pour le Stade gabésien.
Le match est arbitré par un trio de la ligue du Centre-Est (gouvernorat de Monastir) composé d'Amir Loucif, Aymen Ismail et Yamen Melloulchi ; Khaled Guizani est le quatrième arbitre du match.
- Formation de l'Étoile sportive du Sahel (entraîneur : Faouzi Benzarti) : Aymen Mathlouthi, Hamdi Nagguez, Ghazi Abderrazzak, Zied Boughattas, Ammar Jemal, Mohamed Amine Ben Amor, Hamza Lahmar (puis Aymen Trabelsi), Alaya Brigui, Al Khalil Bangoura, Youssef Mouihbi (puis Iheb Msakni), Baghdad Bounedjah
- Formation du Stade gabésien (entraîneur : Mourad Okbi) : Nadim Ben Thabet, Hamza Baccouche, Aliou Cissé, Ali Hammami, Akram Ben Sassi, Hamza Jelassi, Aymen Kthiri, Saad Bguir (puis Alaa Cherni), Youssef Fouzaï (puis Fakhreddine Guelbi), Ahmed Hosny (puis Iheb Ben Mansour), Hichem Essifi

### Meilleur buteur
Avec six buts marqués dont trois en finale, Baghdad Bounedjah est le meilleur buteur de l'édition.